# The Midnight Kiss

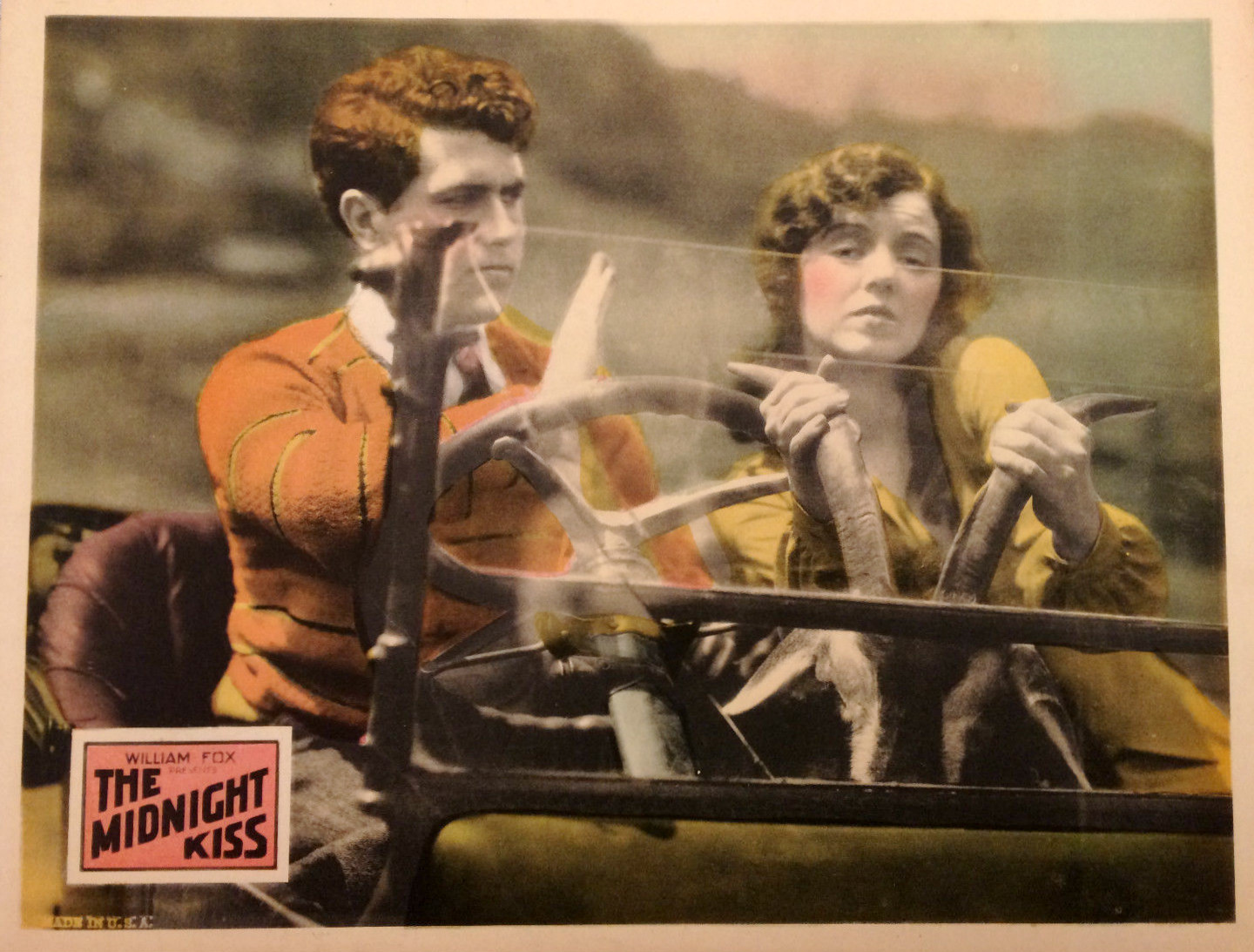
Carte promotionnelle du film

The Midnight Kiss est un film américain réalisé par Irving Cummings, sorti en 1926.

## Synopsis
Inconnu.

## Fiche technique
- Réalisation : Irving Cummings
- Scénario : Alfred A. Cohn d'après la pièce Pigs d'Anne Morrison Chapin et Patterson McNutt[1]
- Production : William Fox
- Photographie : Abraham Fried
- Genre: Comédie dramatique[2]
- Distributeur : Fox Film Corporation
- Durée : 5 bobines
- Date de sortie : 10 octobre 1926

## Distribution
- Richard Walling : Thomas H. Atkins Jr.
- Janet Gaynor : Mildred Hastings
- George Irving : Thomas H. Atkins Sr.
- Doris Lloyd : Ellen Atkins
- Tempe Pigott : Grandma
- Gladys McConnell : Lenore Hastings
- Herbert Prior : Smith Hastings
- Gene Cameron : Spencer Hastings
- Arthur Housman : oncle Hector
- Bodil Rosing : domestique